# Chrysochernes elatus
Chrysochernes elatus är en spindeldjursart som beskrevs av Clarence Clayton Hoff 1956. Chrysochernes elatus ingår i släktet Chrysochernes och familjen blindklokrypare. Inga underarter finns listade i Catalogue of Life.